# Dean Yeagle
Dean Yeagle (1 de janeiro de 1950) é um cartunista americano, conhecido principalmente pela sua personagem de quadrinhos para adultos Mandy, publicada pela Revista Playboy.